# シュトゥットガルト・シュタットバーン
シュトゥットガルト・シュタットバーン（ドイツ語: Stadtbahn Stuttgart）は、ドイツの大都市であるシュトゥットガルトに存在するシュタットバーン（ライトレール）。従来の路面電車を高規格化した、複数の地下区間を含む大規模な路線網を有し、2024年現在は路線バスやケーブルカー、ラック式鉄道を始めとするシュトゥットガルトの公共交通機関と共にシュトゥットガルト路面電車会社（Stuttgarter Straßenbahnen A.G.、SSB）によって運営が行われている。

## 歴史

### 馬車鉄道時代から電化まで
ドイツの商工業都市であるシュトゥットガルトに線路を用いた最初の公共交通機関が開通したのは1868年、全長2.8 kmの馬車鉄道であった。これは建築業を営んでいたゲオルグ・シュトレが中心となってプロジェクトを進めたもので、1850年代にパリを視察に訪れた際に当時最先端の交通機関である馬車鉄道の利便性を体感した事が大きく影響した。計画発表後は地元の乗合馬車からの反対もあったものの、翌1869年には路線網が全長5.8 kmに延伸され、その利便性からシュトゥットガルトのみならず郊外地域を含めた更なる路線網の増設も望まれるようになった。だが、急坂が多いシュトゥットガルトでは馬1頭の牽引力だと不十分である事に加え客車が大型であった事から2頭による牽引が前提となり、通過する道路への関税の支払いもありゲオルグが率いた馬車鉄道の経済力では延伸が困難となっていた。
そんな中、1886年には実業家のエルンスト・リプテン（Ernst Lipken）が新たな馬車鉄道の運営会社を創設し、それまで馬車鉄道が存在しなかった東部へ路線網を築いた。彼が率いる馬車鉄道は、ゲオルグの馬車鉄道（軌間1,435 mm）と異なり、小型の車両で済む他急カーブにも適したメーターゲージ（軌間1,000 mm）を採用し、後述の電化以降も長らくシュトゥットガルトの路面電車における標準仕様となった。その後、1889年に両社は経営統合を実施し、ゲオルグ側の企業が存続会社となった一方、運営権はエルンスト側が獲得した。これが2020年現在まで続く「シュトゥットガルト路面電車会社（Stuttgarter Straßenbahn AG）」の誕生の経緯である。その後、馬車鉄道の軌間は短期間でメーターゲージに統一された。
一方、統合以降はより輸送力が高い路面電車の導入計画も進められ、1892年にベルリンのAEGからの技術・資金提供を受け試運転が実施された。その後1895年から路線網の本格的な電化が開始され、長年シュトゥットガルト市内を走行していた馬車鉄道は1899年をもって姿を消した。

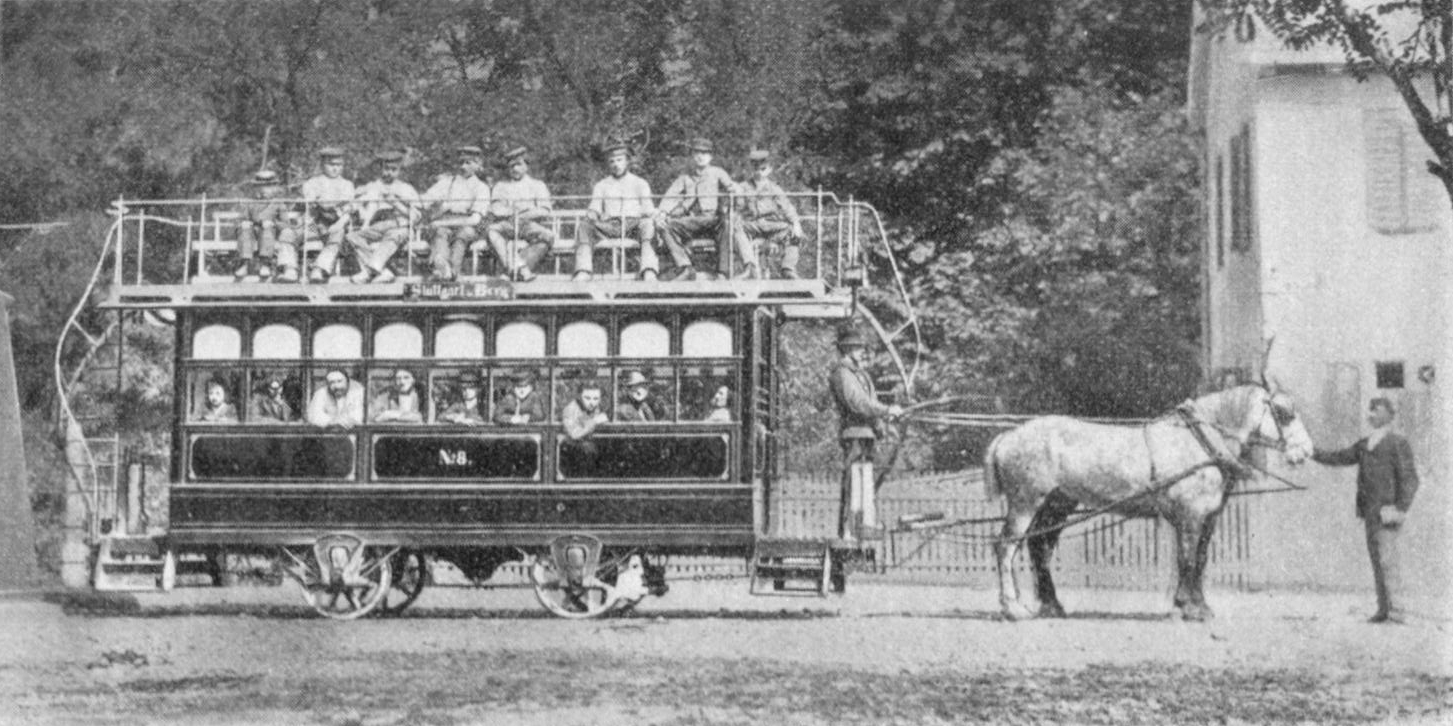
ゲオルグ・シュトレの馬車鉄道では2階建て客車が使用された（1868年撮影）
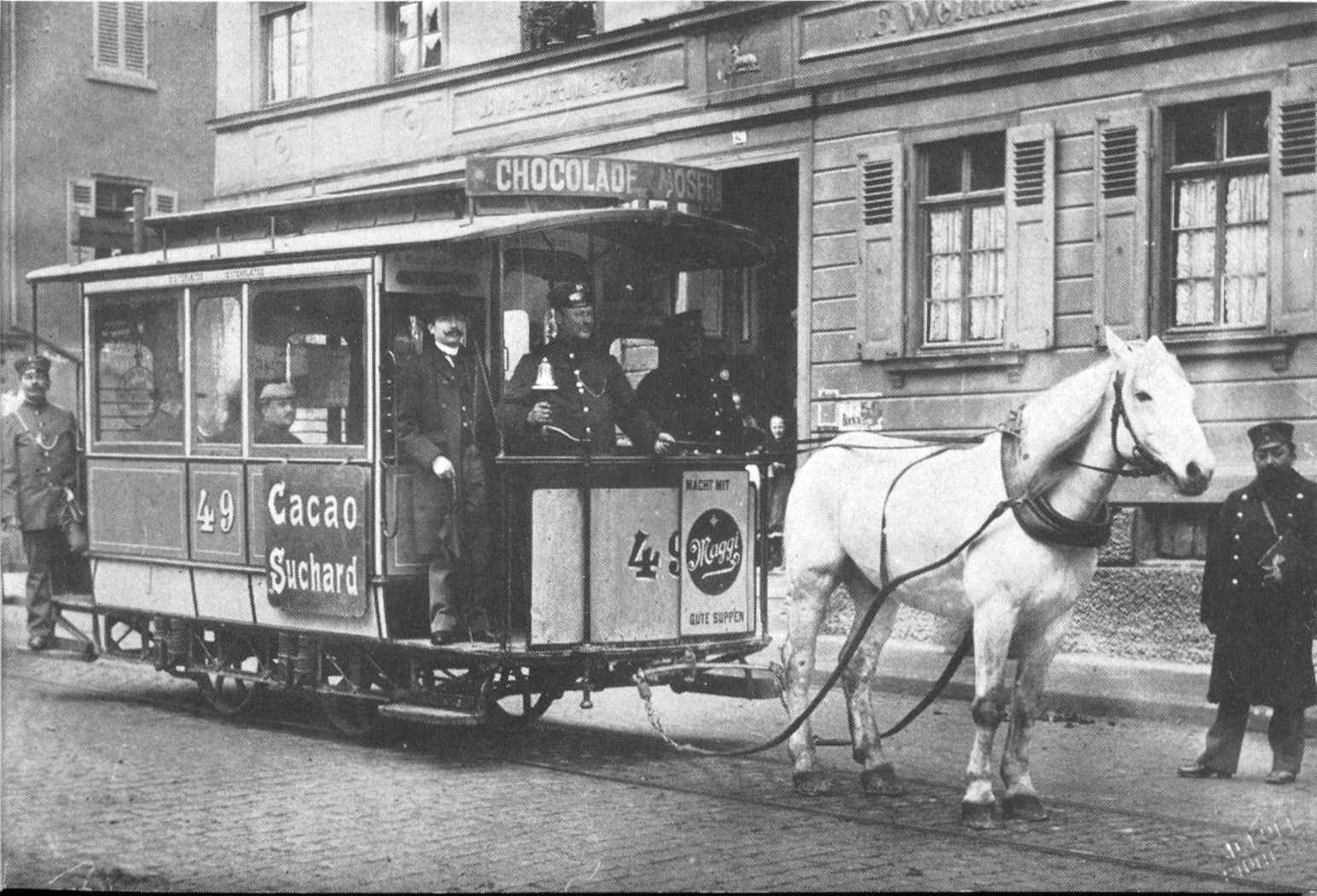
エルンスト・リプテンの馬車鉄道（1891年撮影）
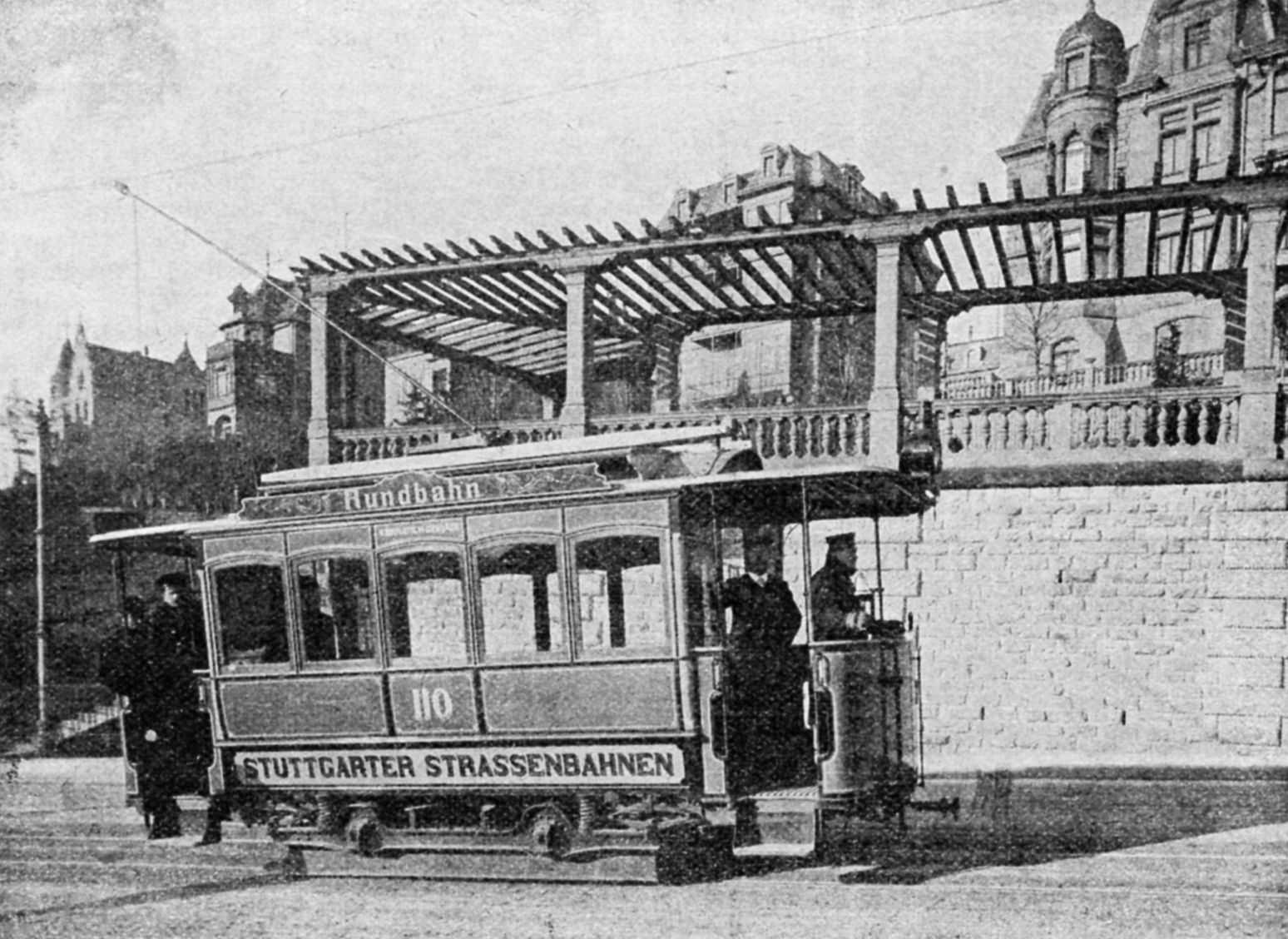
初期の路面電車（1898年撮影）

### 第二次世界大戦まで
電化後の路面電車路線は第一次世界大戦後のハイパーインフレーションなどの経済危機により一部区間のみの延伸に留まっていたが、危機を脱却した1924年以降は積極的な路線網の拡張に取り掛かる事となった。車両についても同年以降新型電車の大量導入を実施し、電化初期の車両は1930年代までに運用から離脱した。更にこれらの車両にはそれまでの薄い水色を基調とした塗装に代わって上半分を白、下半分を黄色、窓下に黒色の帯という新塗装が採用され、以降2020年現在に至るまでシュタットバーンを含めシュトゥットガルト路面電車会社が運営する交通機関のシンボルカラーとなっている。また1939年には初の鋼製車の導入も実施された。
これらに加え、1920年代以降シュトゥットガルト路面電車は他の公共交通事業者の吸収合併による規模の拡大を行っており、路面電車についても1920年にフィルダー鉄道（Filderbahn）を吸収し路面電車の路線網に加えた。一方で運営に関しては民間資本に加え1917年からはシュトゥットガルト市も株を購入し運営に参加するようになった。
第二次世界大戦中は電気の制限により路面電車の本数の減少を余儀なくされた他、男性従業員が兵役により不足した事からすでに退職した従業員や女性社員が車掌に加え運転士の役割を担う事となった。更に当時車両不足が生じていた他都市への車両の供出も実施された。そして1944年から1945年にかけての大規模な空襲によりシュトゥットガルトは瓦礫の山と化し、市電も1945年4月22日に運行を完全に停止するにまで至り、そのまま終戦を迎えた。

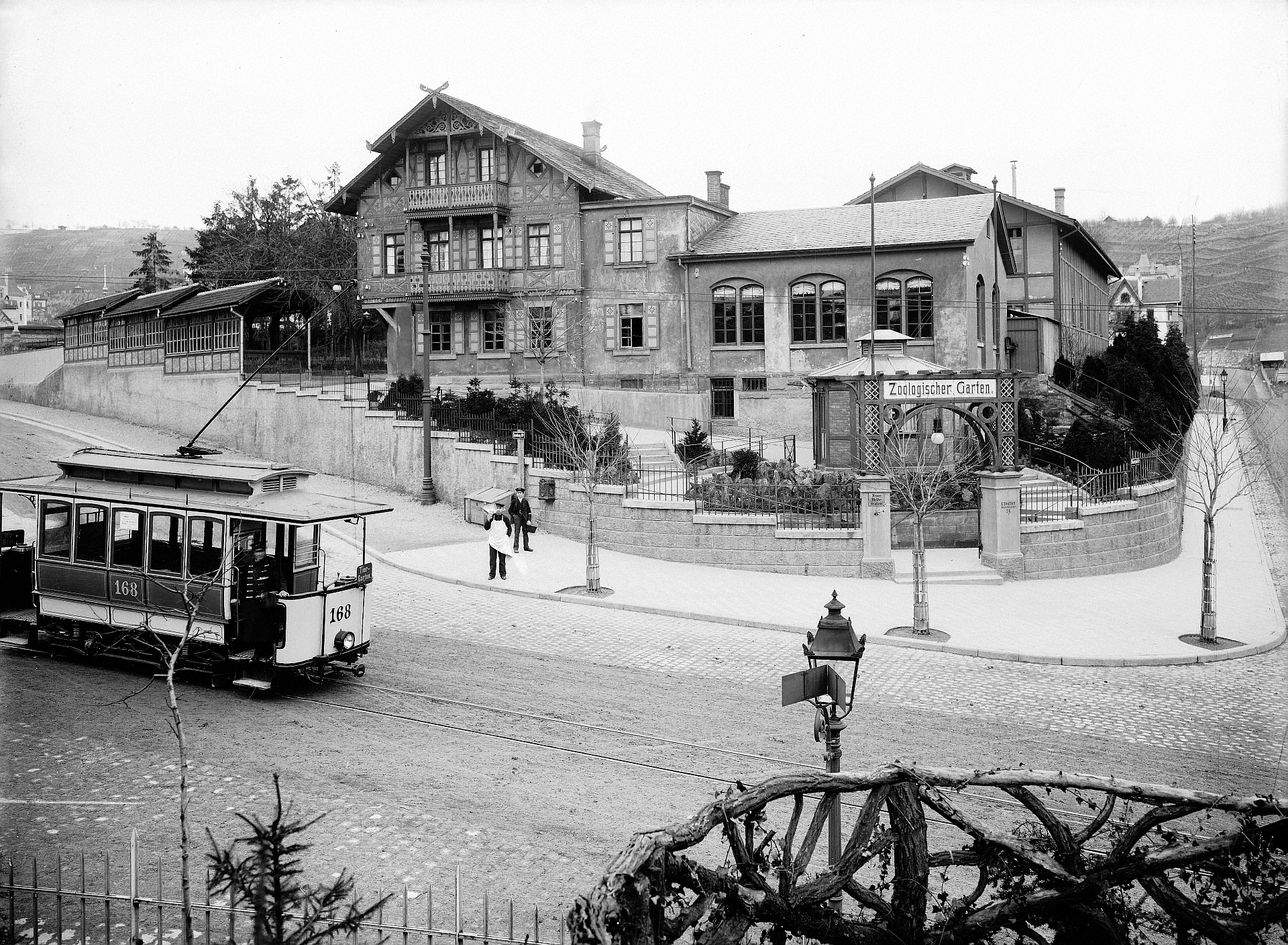
1900年代の路面電車（1903年撮影）

### 路面電車の地下化、シュタットバーン誕生
大戦の中で甚大な被害を受けたシュトゥットガルト市内と同様に路面電車も多くの路線が運休状態に陥り、終戦直後の1940年代後半は路線網の復旧に尽力する事となった。また急増した利用客に対応するため、破壊された車両の修理や戦後の配給車両の導入を実施した他、1947年からは市内の瓦礫を輸送するため電気機関車が牽引する貨物列車が設定され、路面電車やシュトゥットガルトの復旧がほぼ完了した1949年まで続けられた。
その後、1950年代は1920 - 30年代以来となる路線網の大規模な拡張が実施され、他の交通機関を含め1955年の年間利用客数は1億9,300万人に達した。車両についても長年増備が続いた2軸車に代わり、1959年からは急曲線の走行に適した2車体連接車のGT4形の大量導入が始まり、以降長期に渡ってシュトゥットガルトを代表する車両として活躍する事となった。
一方、1950年代以降の西ドイツ各地では、激化する道路の混雑の回避や輸送力の増強を目的に、路面電車路線を地下区間へ移設する動きが各地で起こり始め、シュトゥットガルトでも市からの要請の元、1950年代に路面電車の地下化に関するレポートが提出された。これを基に1964年から工事が始まり、1966年に第一期路線としてシャルロッテン広場（Schlissstraße）を経由する3号線が地下化され、以降1980年までシュトゥットガルト市内中心部の路線の地下化が実施された。
開通時、これらの地下区間は地上線のGT4形がそのまま乗り入れるメーターゲージの路線網として運用されていたが、将来的に高規格の鉄道路線へ転換する事を前提に建設が行われていた。当初は本格的な地下鉄へと置き換えられる予定であったが、予算の問題から1976年にシュトゥットガルト市議会は方針を転換し、標準軌（軌間1,435 mm）への改軌、高床式プラットホームの導入、大型の新型車両の開発などにより路面電車網全体の高規格化（シュタットバーン化）を行う事を決定した。そして、前述したシャルロッテン広場経由の路線の高規格化工事やシュトゥットガルトに適した車両であるDT8形の開発を経て、1985年9月28日から本格的なシュタットバーンの運用が開始された。また、同年にはシュトゥットガルト路面電車会社の年間利用者数の減少傾向が下げ止まり、前年から6 %増の1億3,5000万人となった。

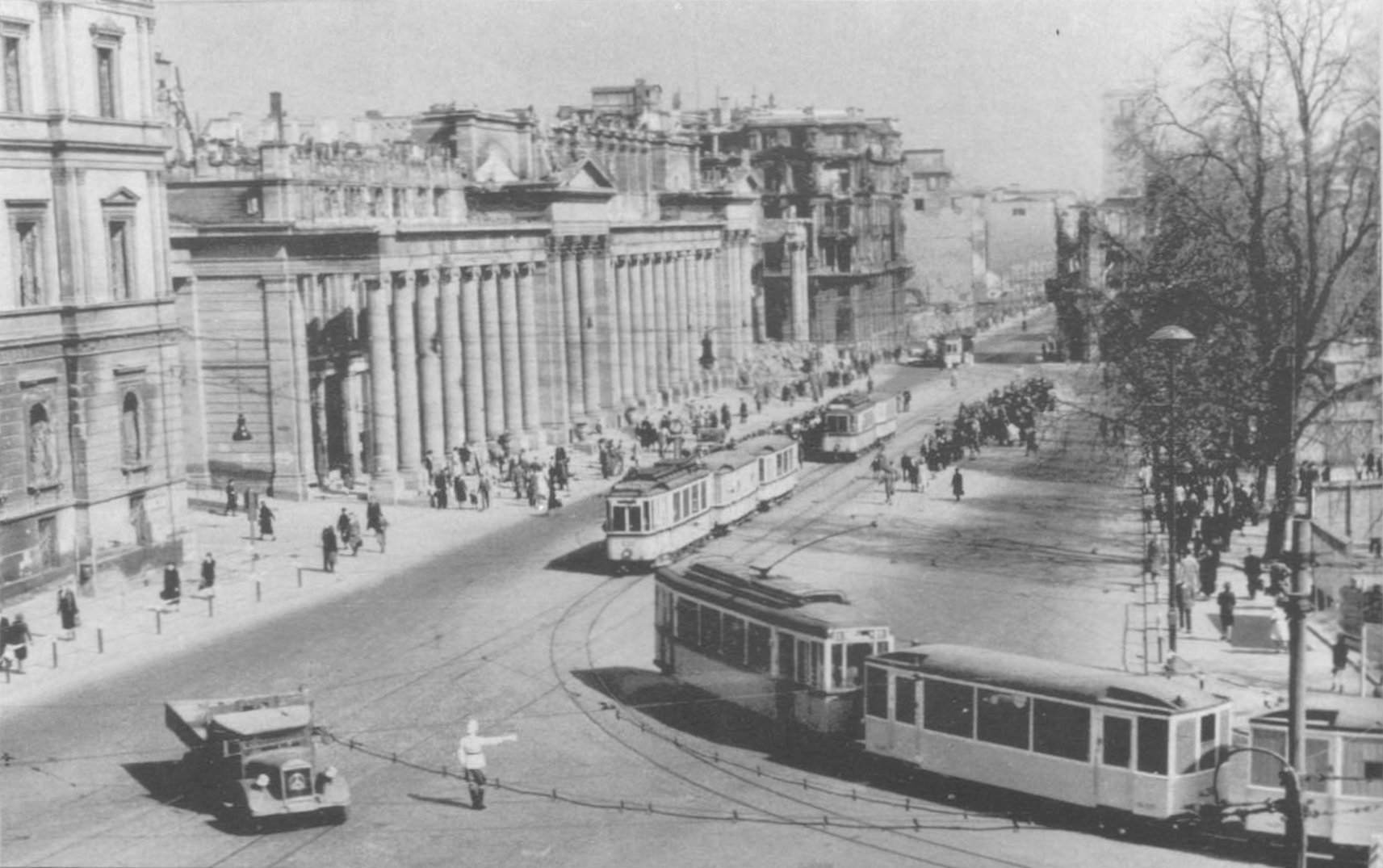
終戦直後の路面電車（1946年撮影）
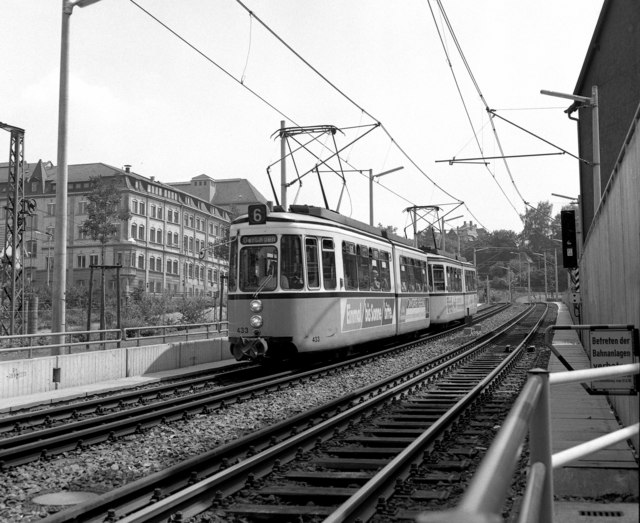
GT4形は長期に渡って使用された（1986年撮影）
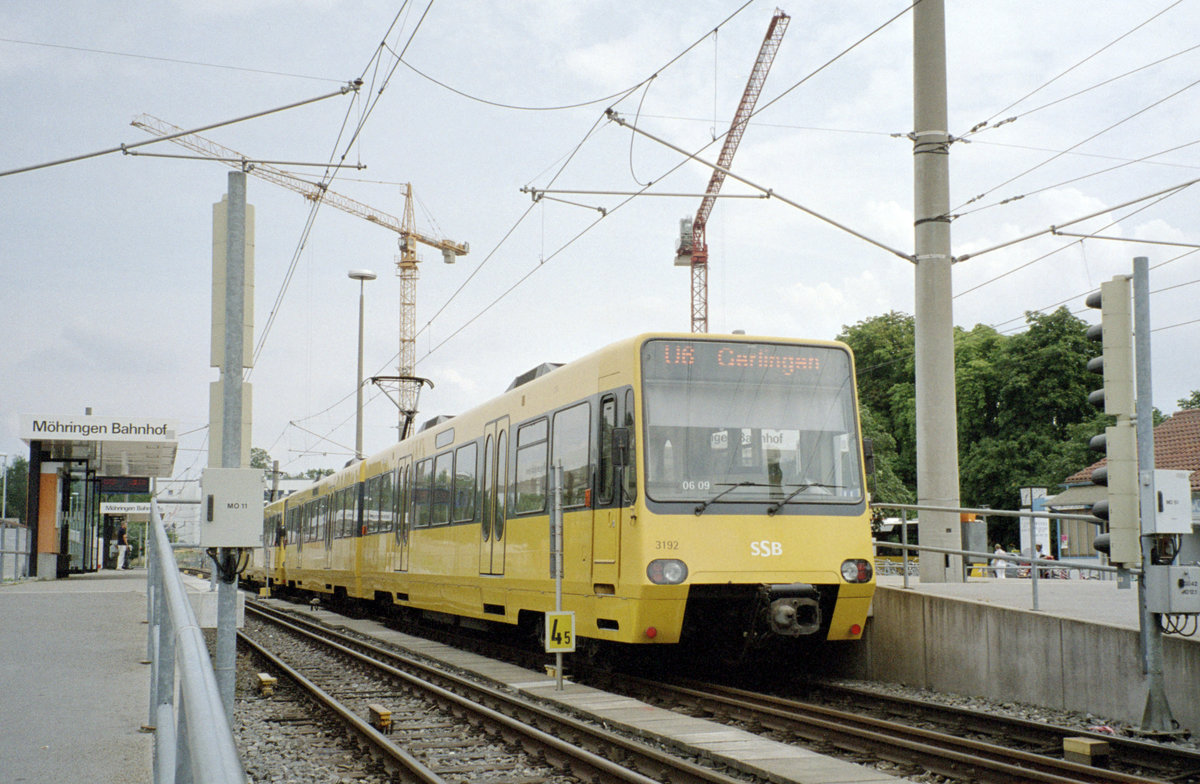
シュトゥットガルト向けに開発されたDT8形（2006年撮影）

### シュタットバーンの発展
1985年に最初の路線が開通して以降、標準軌・大型規格のシュタットバーンの路線網は従来の路面電車路線の転換に加え、キルスブルク方面（1993年）、ネリンゲン方面（2000年）を始めとする新線や新たなトンネルの建設も積極的に行われ、2010年時点で全長は123 kmにも達した。その中には、計画当初は路線バスとして整備が行われる予定だった区間も含まれている。これに伴い、長年に渡りシュトゥットガルトの主力であったメーターゲージの路面電車網は2007年12月8日をもって営業運転を終了し、同時にGT4形も動態保存車両を除いて運用から離脱している。
その後もシュタットバーン網の拡張は続いており、後述の通り2020年代以降も更なる延伸や車両の増備、車庫の増設を行う計画がある一方、シュトゥットガルト路面電車は路線バス、高速バスなど他の交通機関との連携も重視しており、今後の持続可能な発展に向けた交通網の整備を進めている。

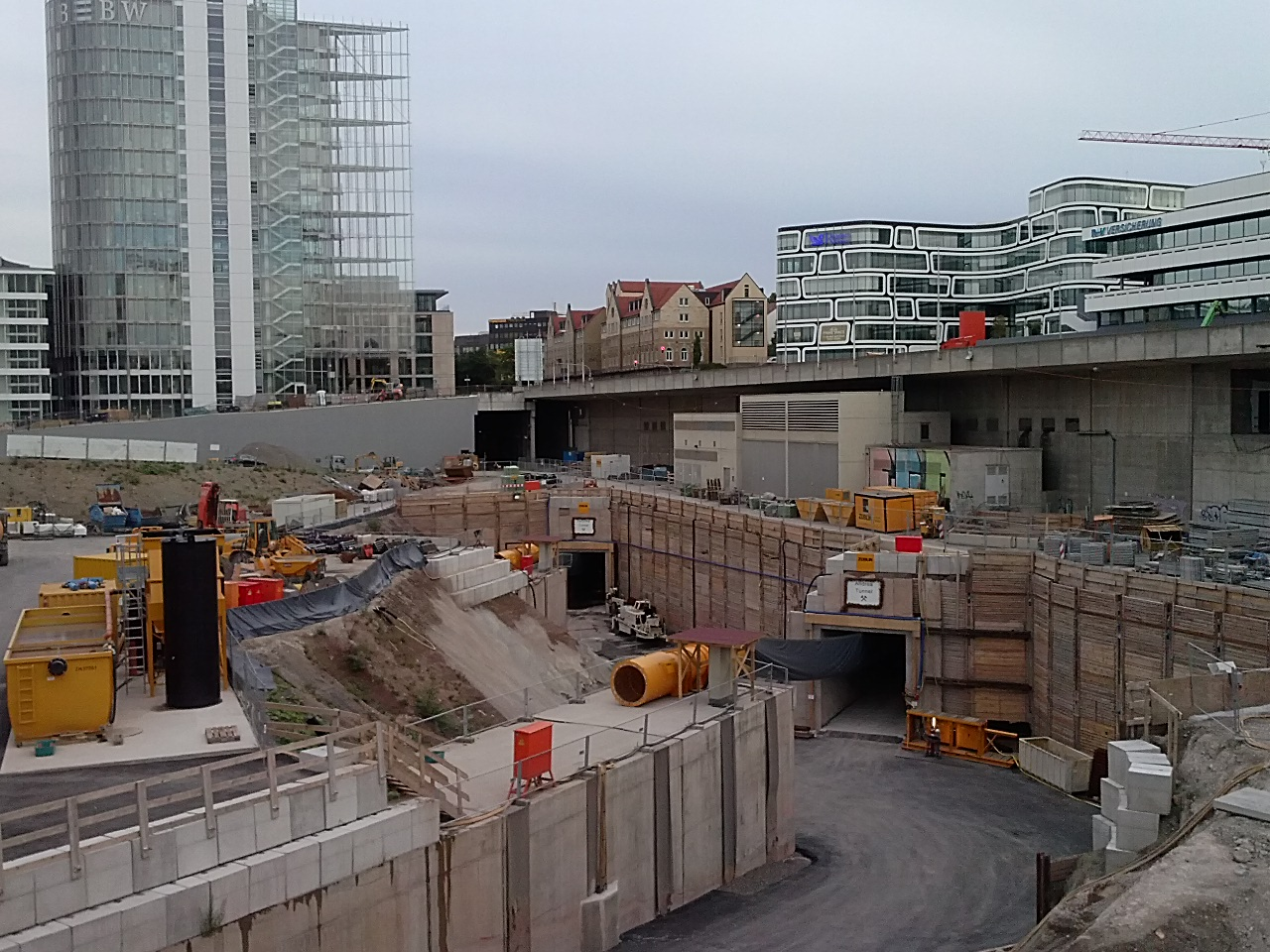
地下区間の工事現場（2013年撮影）

## 路線

### 系統
路線の延伸や工事による運休に伴うダイヤ改正によってシュトゥットガルト・シュタットバーンでは度々系統の再編が実施されており、2021年現在の系統は動態保存系統の23号線を除き以下の通りになっている。最新の開通路線は、2024年10月18日から営業運転を開始した、全長700 mのU5号線の延伸区間（Leinfelden Bahnhof - Leinfelden Neuer Markt）である。系統番号の頭には、大半の路線が道路から独立した専用軌道である事を示す「U」（Unabhängig）が付けられている。

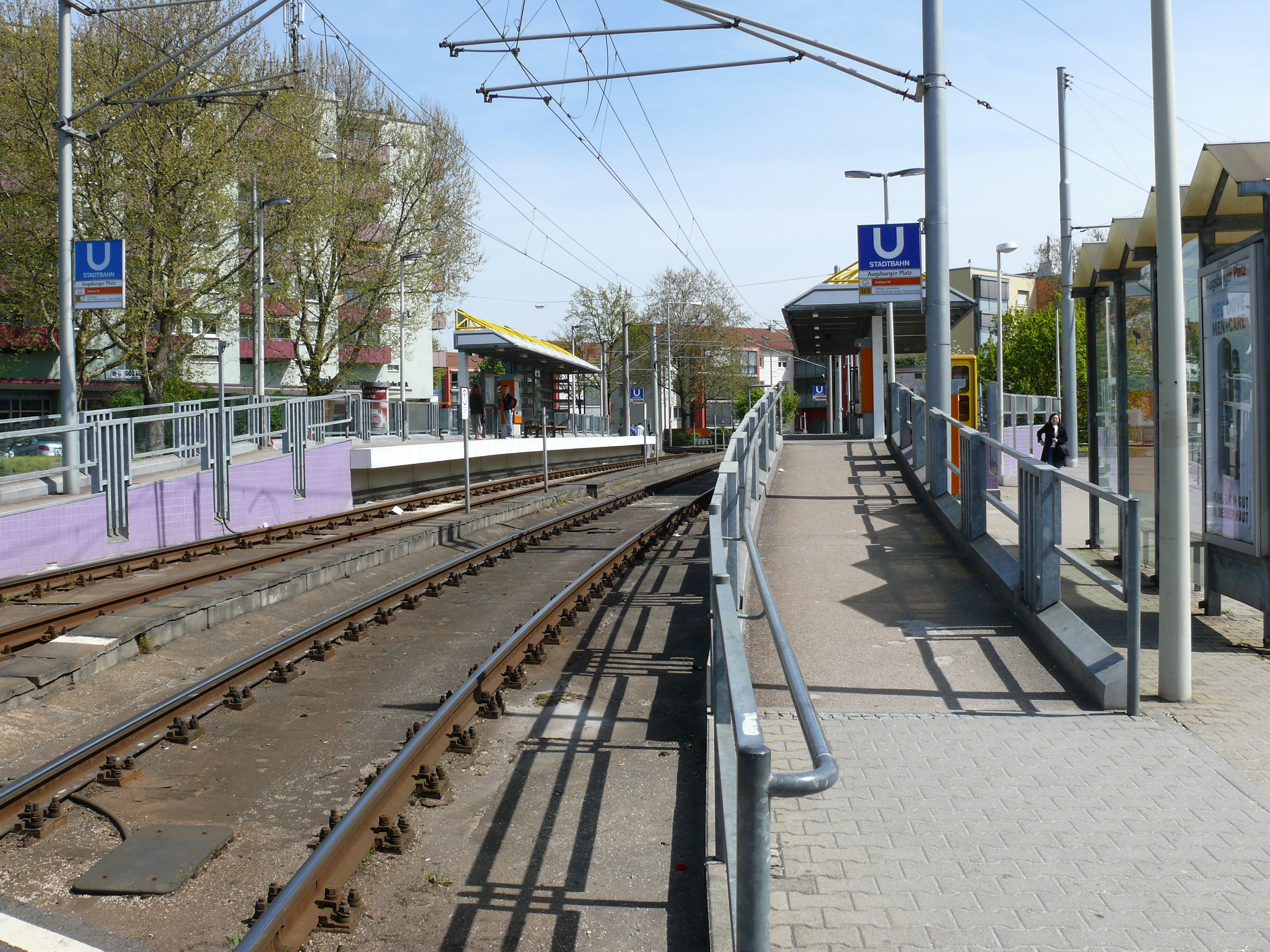
専用軌道上に設置された相対式ホーム（Augsburger Platz）
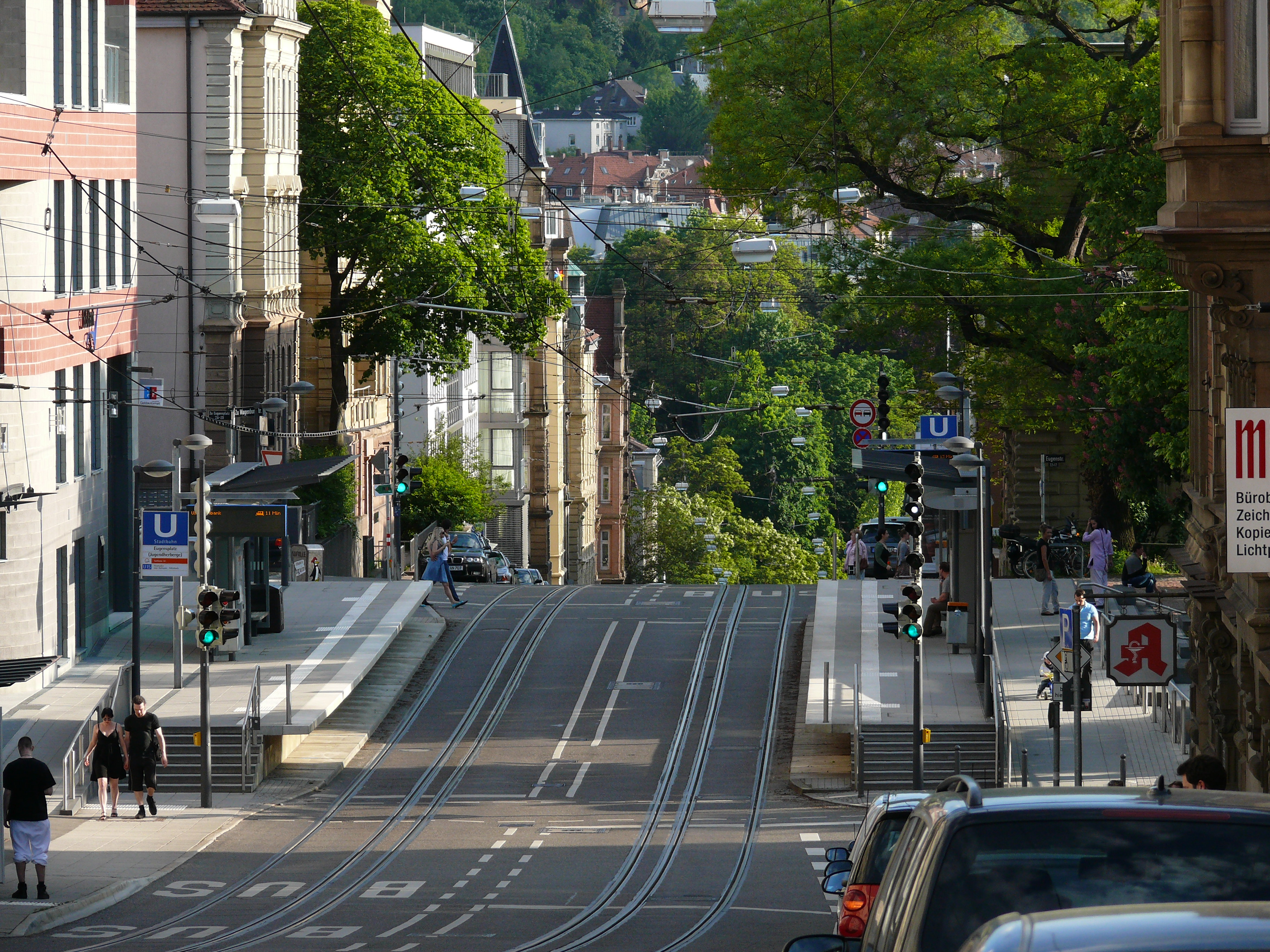
歩道と直結したプラットホームが存在するEugensplatz駅
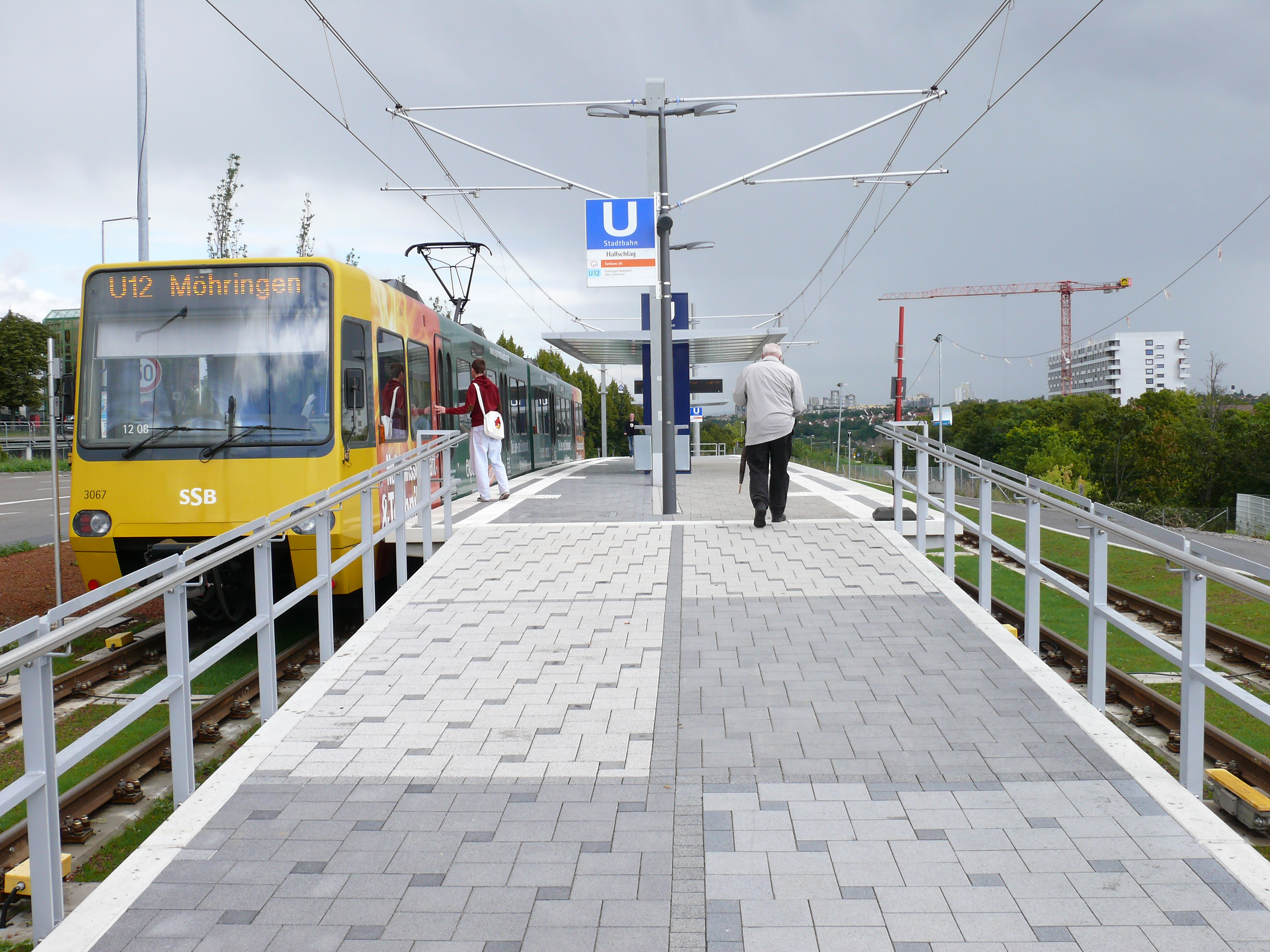
島式ホーム（Hallschlag）
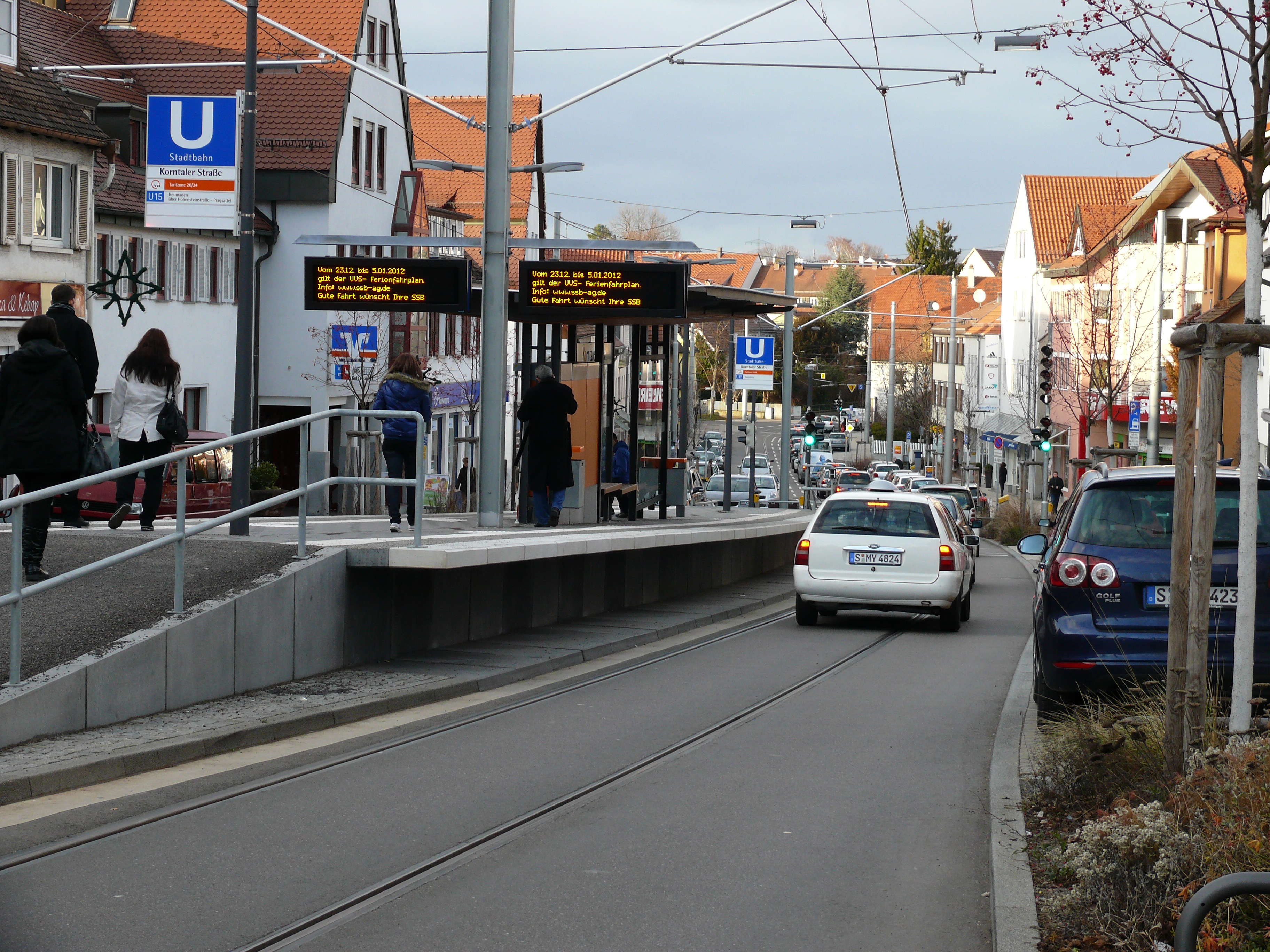
併用軌道上に存在するKorntaler Straße駅
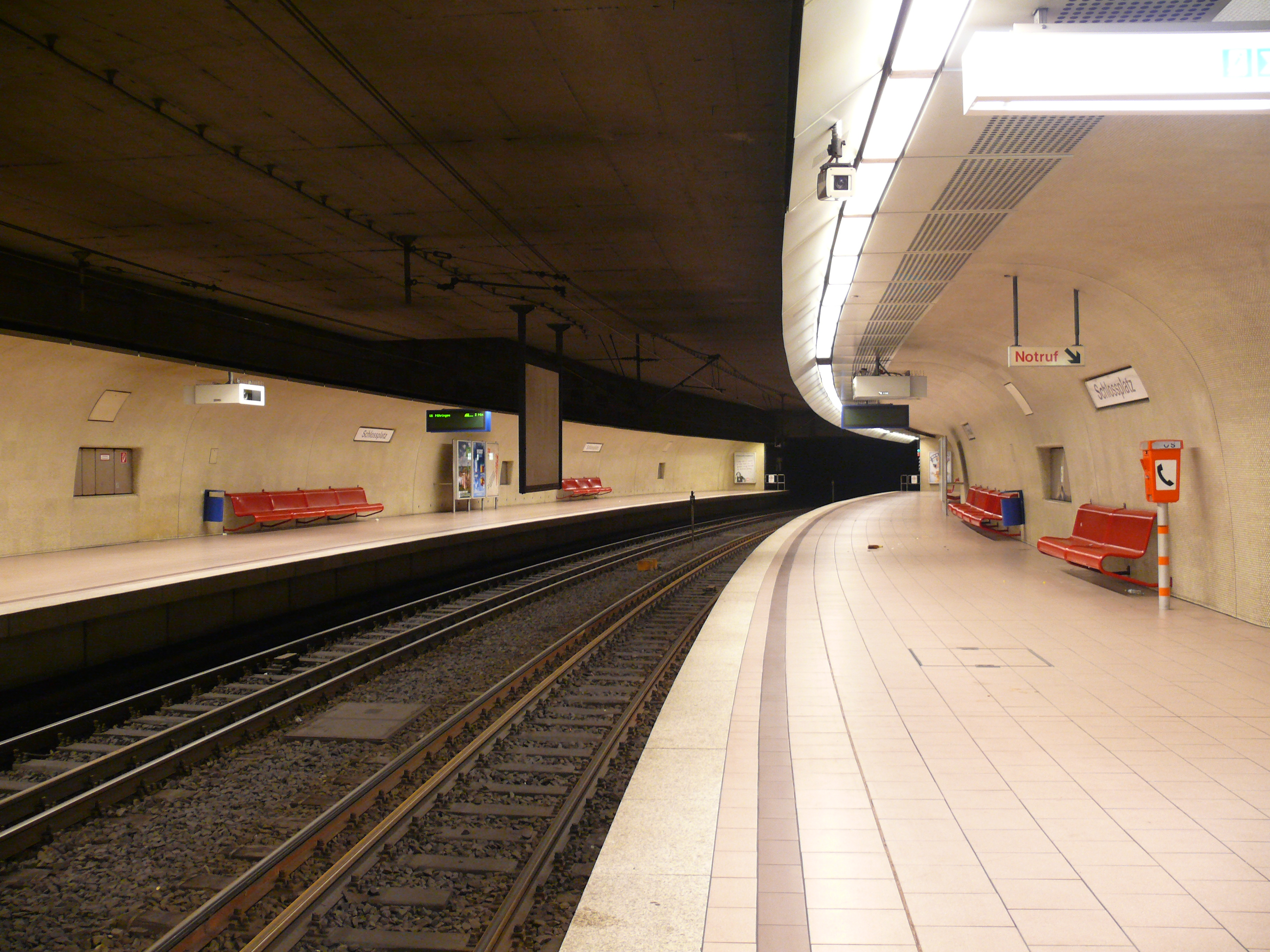
三線軌道が残る地下駅（Schlossplatz）
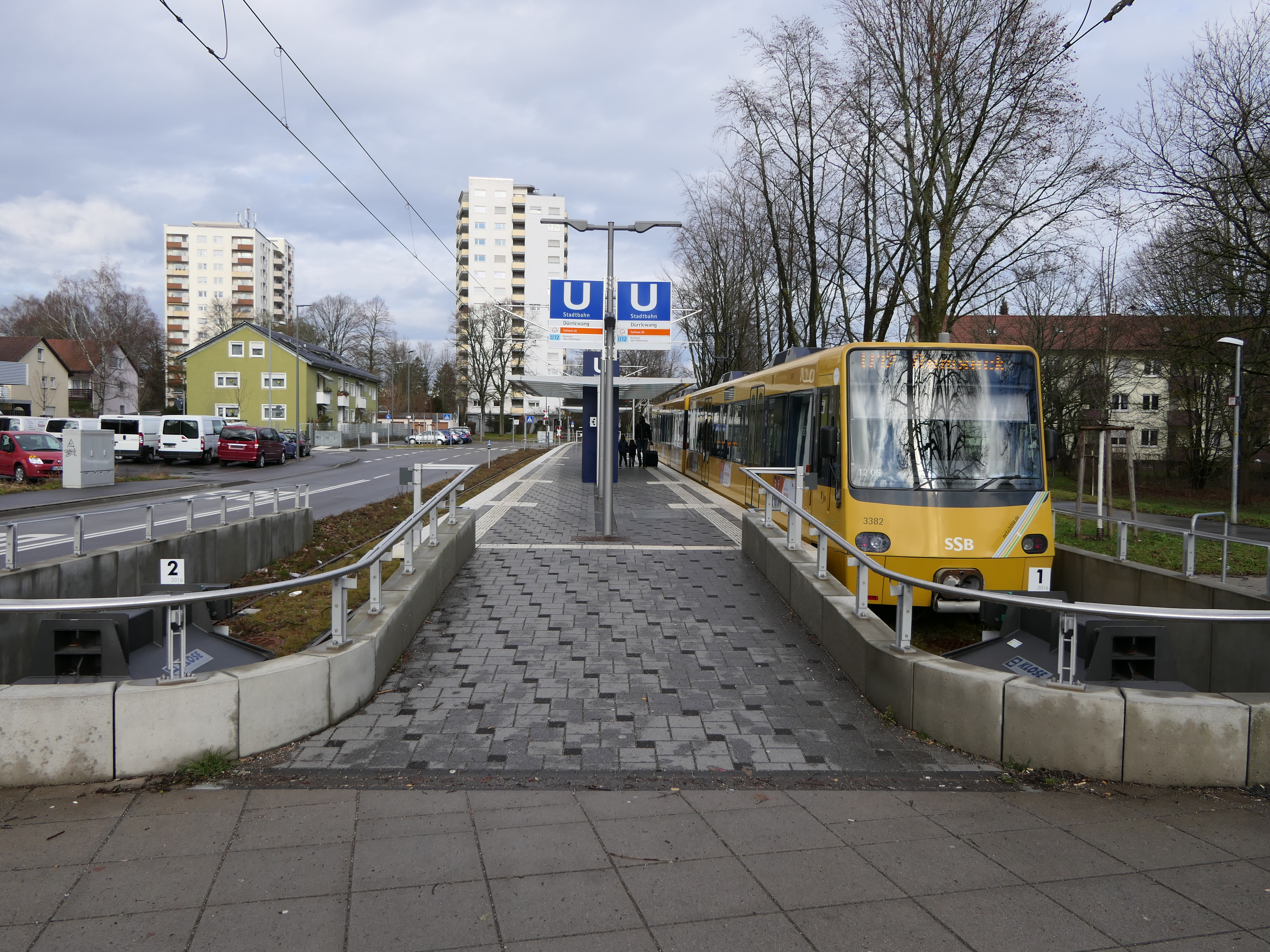
U12号線の終着駅・Dürrlewang駅
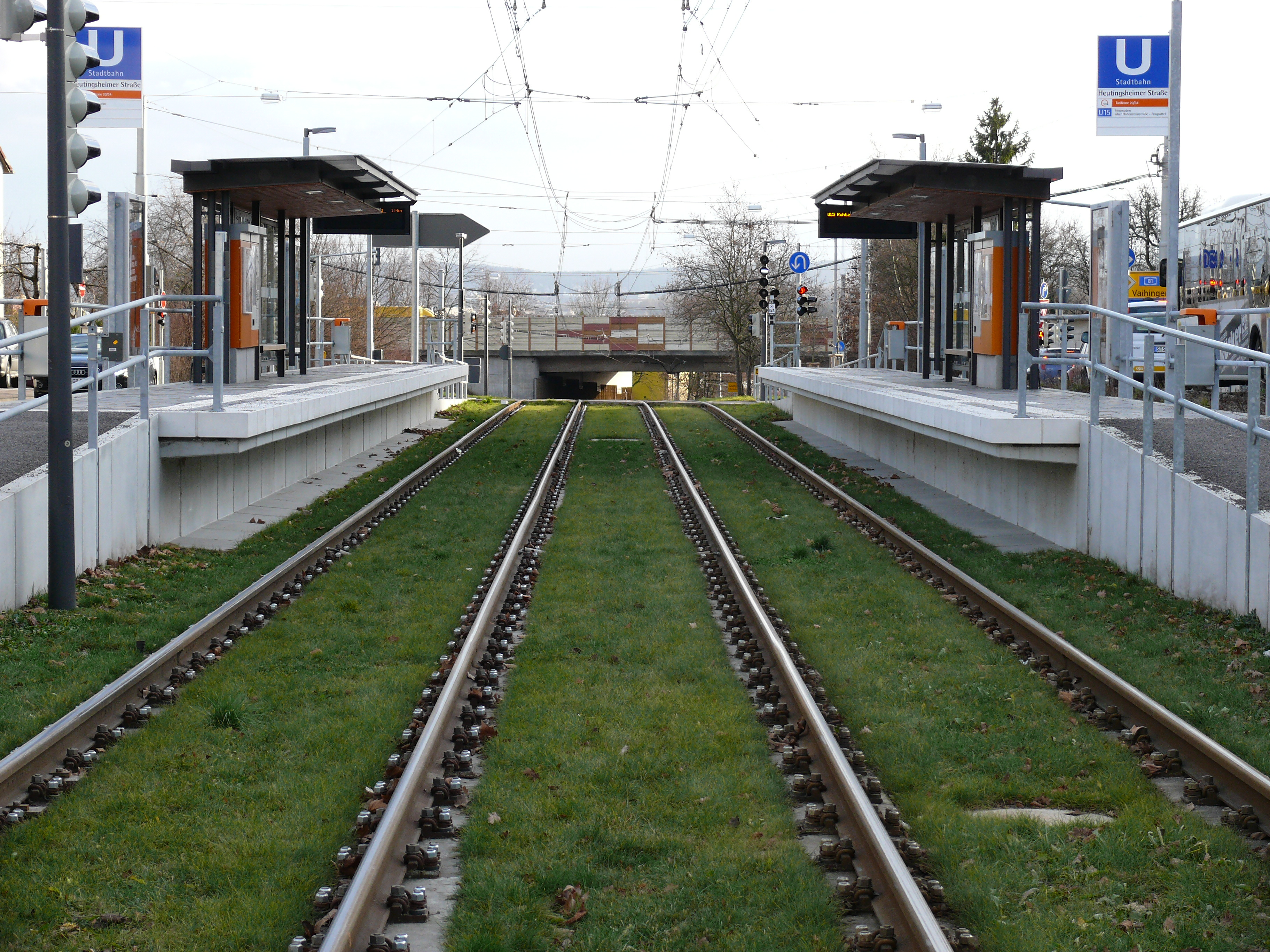
一部区間には緑化軌道が用いられている（Heutingsheimer Straße）
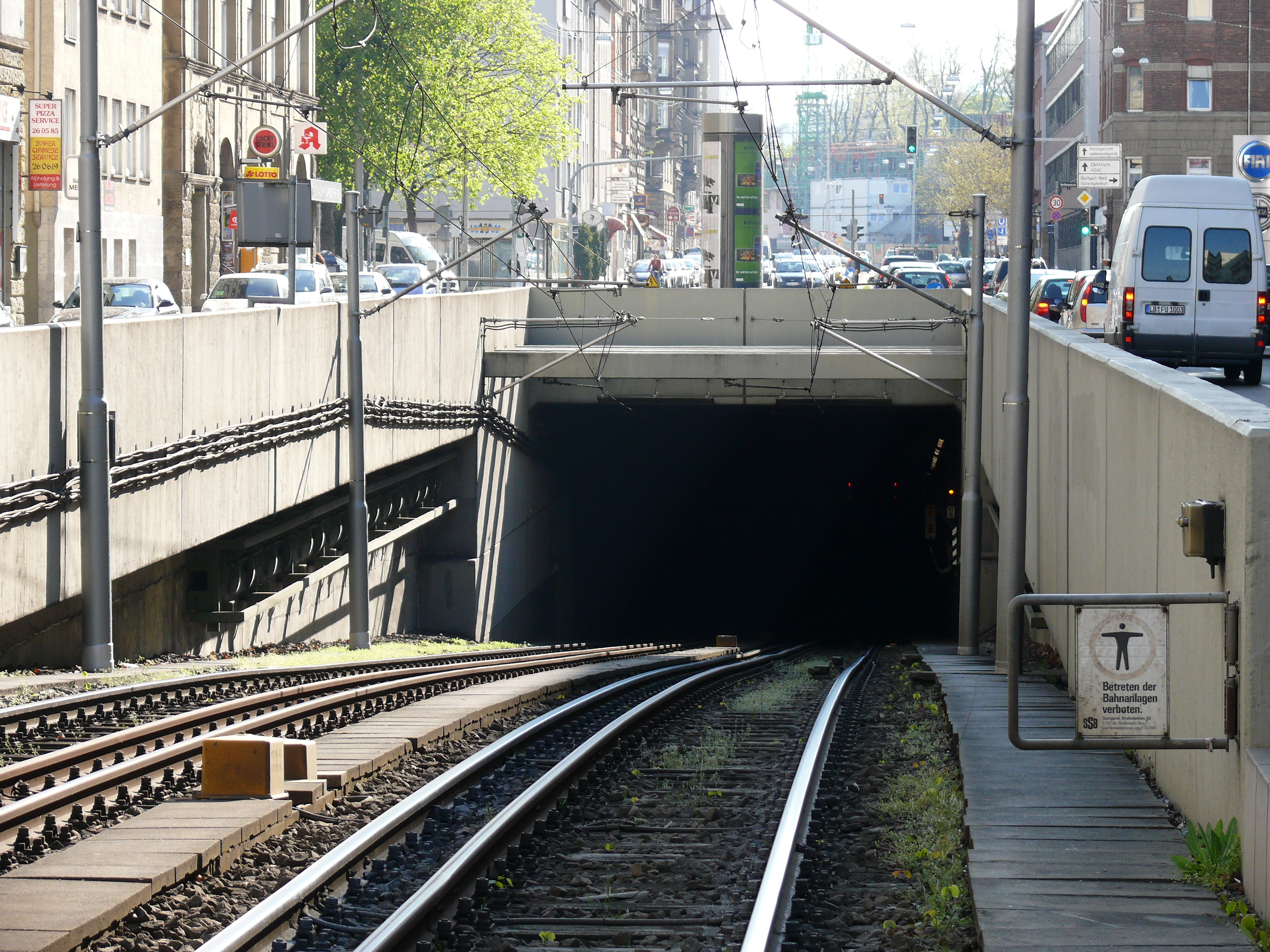
地下トンネルへの出入口（2010年撮影）

| 系統番号 | 起点                            | 終点                    | 備考                   |
| -------- | ------------------------------- | ----------------------- | ---------------------- |
| U1       | Fellbach Lutherkirch            | Vaihingen Bf            |                        |
| U2       | Neugereut                       | Botnang                 |                        |
| U3       | Plieningen                      | Vaihingen Bf            |                        |
| U5       | Killesberg                      | Leinfelden Neuer Markt  |                        |
| U6       | Gerlingen                       | Flughafen/Messe         |                        |
| U7       | Mönchfeld                       | Nellingen Ostfildern    |                        |
| U8       | Nellingen Ostfildern            | Vaihingen Bf            |                        |
| U9       | Hedelfingen                     | Heslach Vogelrain       |                        |
| U11      | Hauptbahnhof (Arnulf-Klett-Pl.) | NeckarPark (Stadion)    |                        |
| U12      | Neckargröningen Remseck         | Dürrlewang              |                        |
| U13      | Hedelfingen                     | Feuerbach Pfostenwäldle |                        |
| U14      | Hauptbahnhof (Arnulf-Klett-Pl.) | Mühlhausen              |                        |
| U15      | Heumaden                        | Stammheim               |                        |
| U16      | Fellbach Lutherkirch            | Giebel                  | 平日ラッシュ時のみ運行 |
| U19      | Neugereut                       | NeckarPark (Stadion)    |                        |
| U29      | Hauptbahnhof (Arnulf-Klett-Pl.) | Botnang                 |                        |
| U34      | Südheimer Platz                 | Vogelsang               |                        |

### 運賃
シュタットバーンを含め、シュトゥットガルト路面電車が運営する公共交通機関の運賃は、同社も参加しているシュトゥットガルト運輸・運賃連合（Verkehrs- und Tarifverbund Stuttgart、VVS）が定めるゾーン制に基づいており、シュタットバーンは基本的に「ゾーン1」と呼ばれるシュトゥットガルト中央駅を中心としたゾーンに路線網を有するが、ゲルリンゲン駅（Gerlingen）へ向かうU6号線など一部は「ゾーン2」へ路線を伸ばしている。
シュトゥットガルト路面電車では期間や年齢に応じ複数の乗車券が展開されているが、そのうち通常の乗車券の運賃は1つのゾーンのみ乗車の場合2.6ユーロ、2つのゾーンを跨ぐ場合3.1ユーロで、1枚の乗車券につき3時間まで有効である。また、シュトゥットガルト運輸・運賃連合が展開するスマートフォン向けアプリ「VVSMobile」から電子乗車券（HandyTicket）を購入する場合は前者が2.5ユーロ、後者が2.9ユーロに値下げされる。他にも、乗車地点から3番目の駅やバス停まで利用可能な1.5ユーロの短距離乗車券、4人まで利用可能な複数人用乗車券、翌日の午前7時まで利用可能な1日乗車券なども存在する

## 車両

### 現有車両

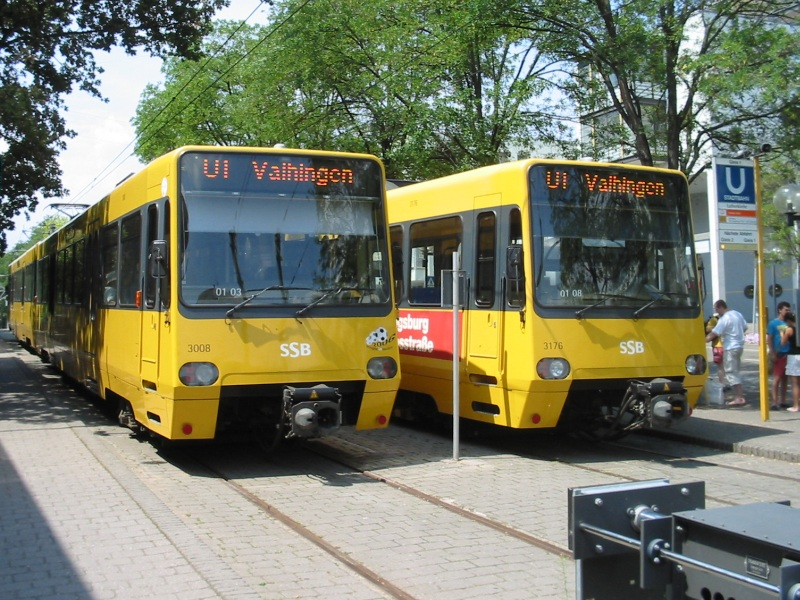
DT8形（2006年撮影）

シュトゥットガルト・シュタットバーンの営業運転開始以降使用されている車両は、「DT8形」、もしくは「S-DT8形」と言う形式名で統一された2両編成の電車である。1981年に試作車が製造された後、1985年以降2020年現在まで3種類の量産車の導入が継続して行われているが、試作車については2006年の時点で全車営業運転から引退している。時代に応じて様々な技術が導入されているが、全形式ともインダストリアルデザイナーのハーバード・リンディンガーがデザインを手掛けており、シュトゥットガルトの公共交通を代表する色である黄色を基調とした塗装を含めイメージの統一が図られている。また、全車両とも床上高さをプラットホーム（高床式プラットホーム）に合わせているため、段差なく乗降する事が可能である。

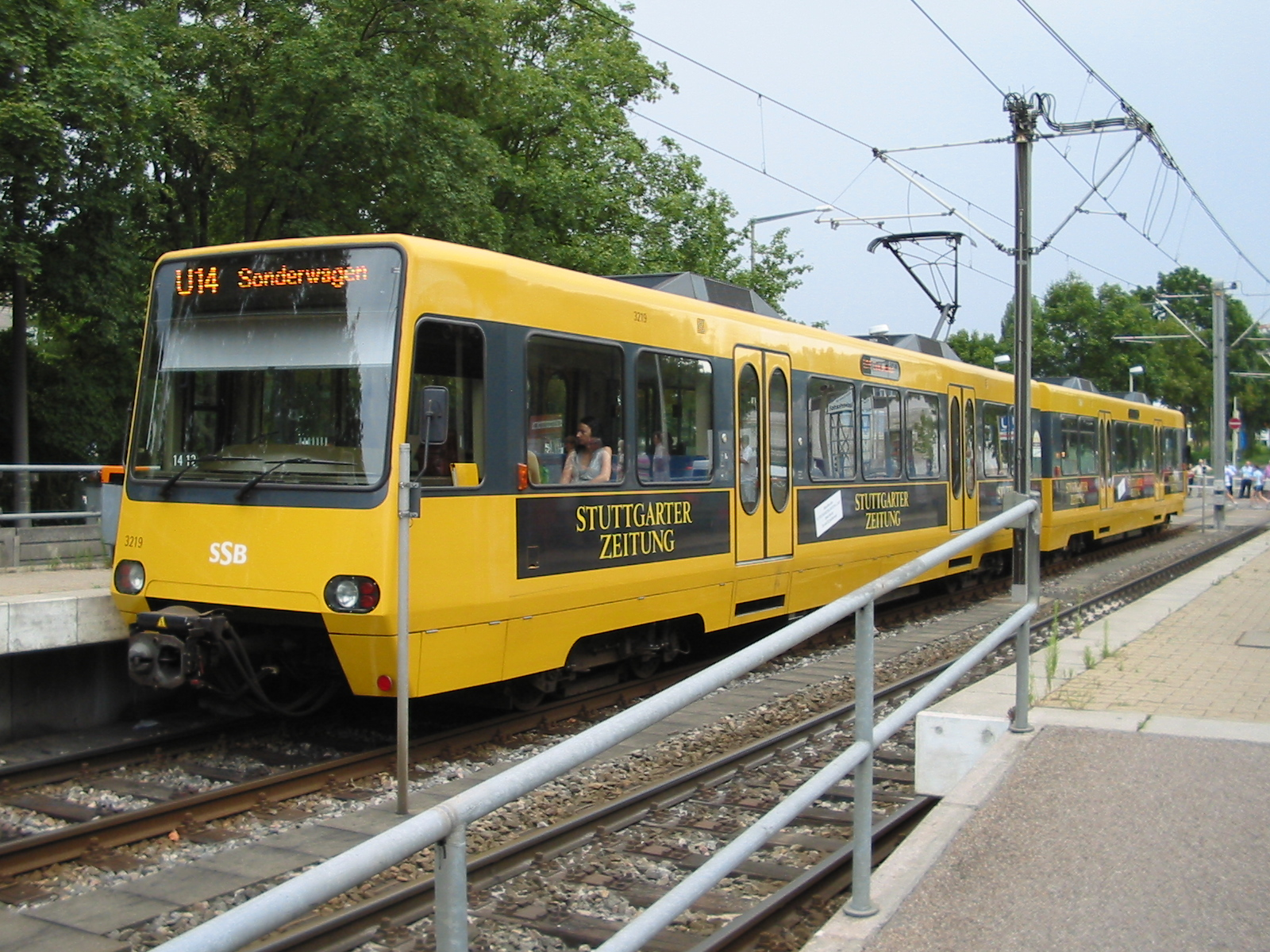
量産車：第1世代 （DT8.4 - DT8.9形）
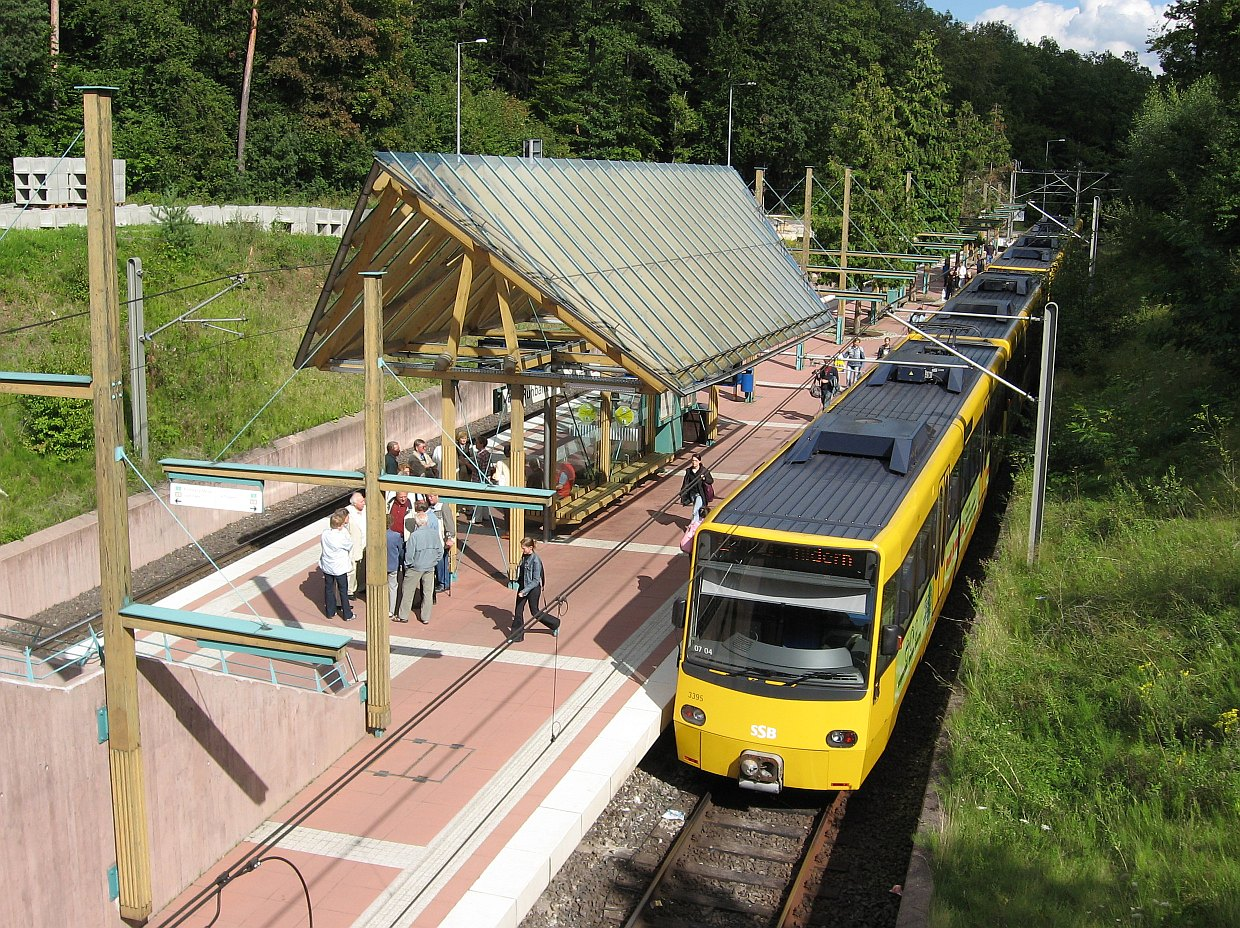
量産車：第2世代 （DT8.10、DT8.11形）
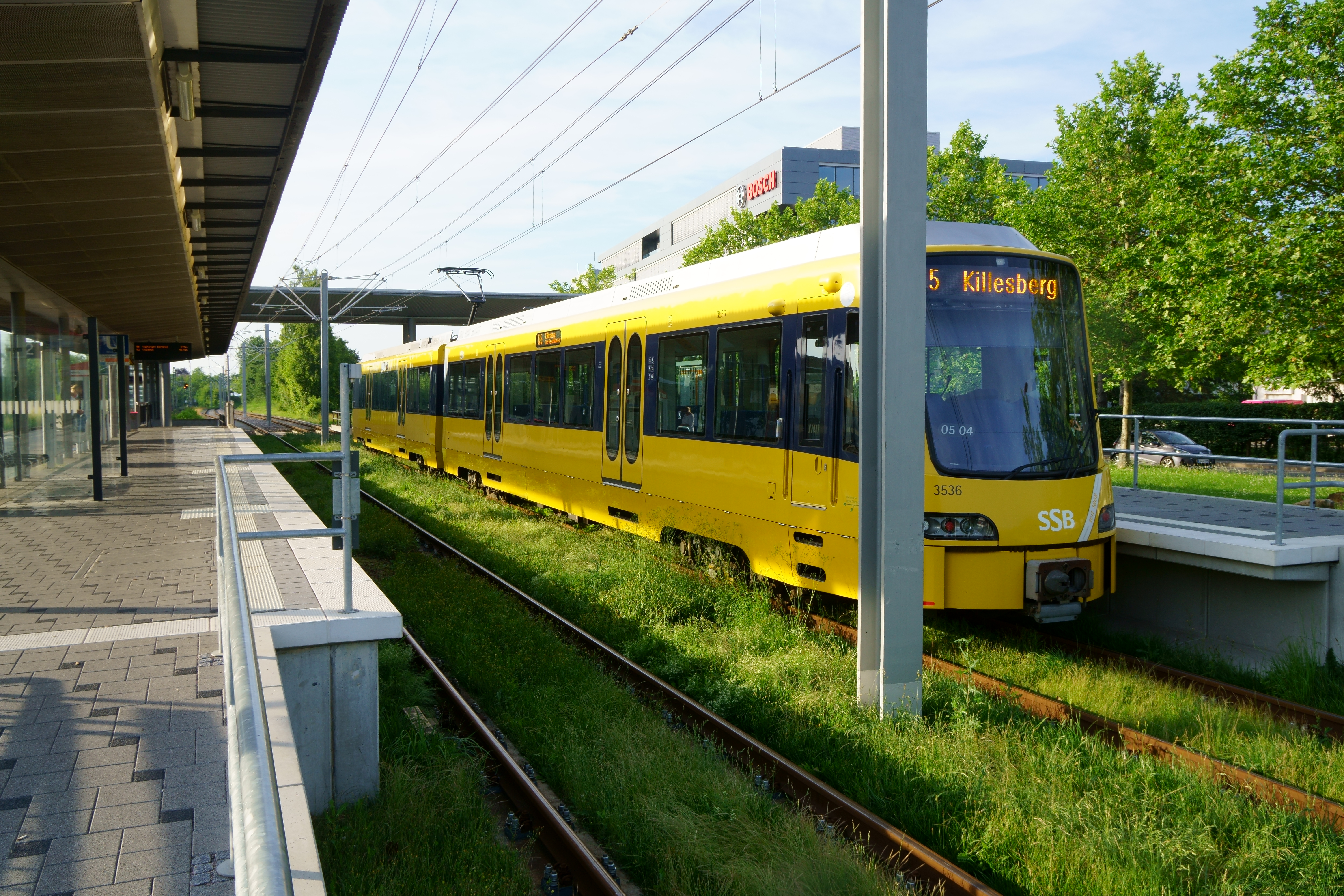
量産車：第3世代 （DT8.12、DT8.14形、DT8.15形）

### 動態保存車両

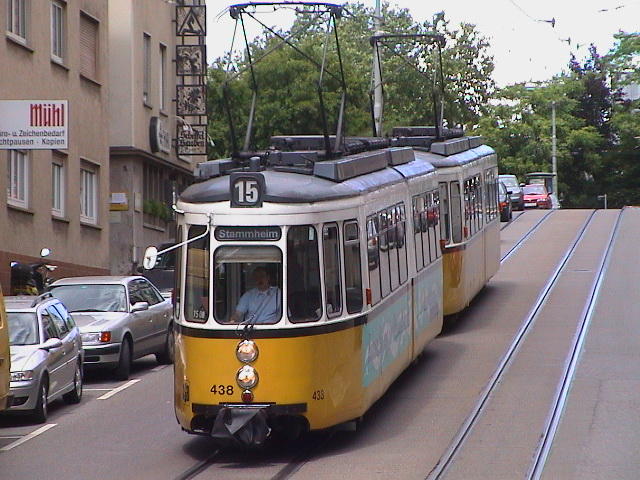
現役時代のGT4形（2001年撮影）

1959年の生産開始以降長年に渡ってシュトゥットガルトの路面電車の主力車両として使用されていた、メーターゲージに対応した2車体連接車のGT4形は2007年12月をもって営業運転を退いたが、一部車両はシュトゥットガルト路面電車博物館で動態保存され、メーターゲージの線路が残された保存系統の23号線で使用されている。また、1980年代まで営業運転に使用されていたGT4形以前の連接車や2軸車の一部も同じく動態保存運転が定期的に行われている。

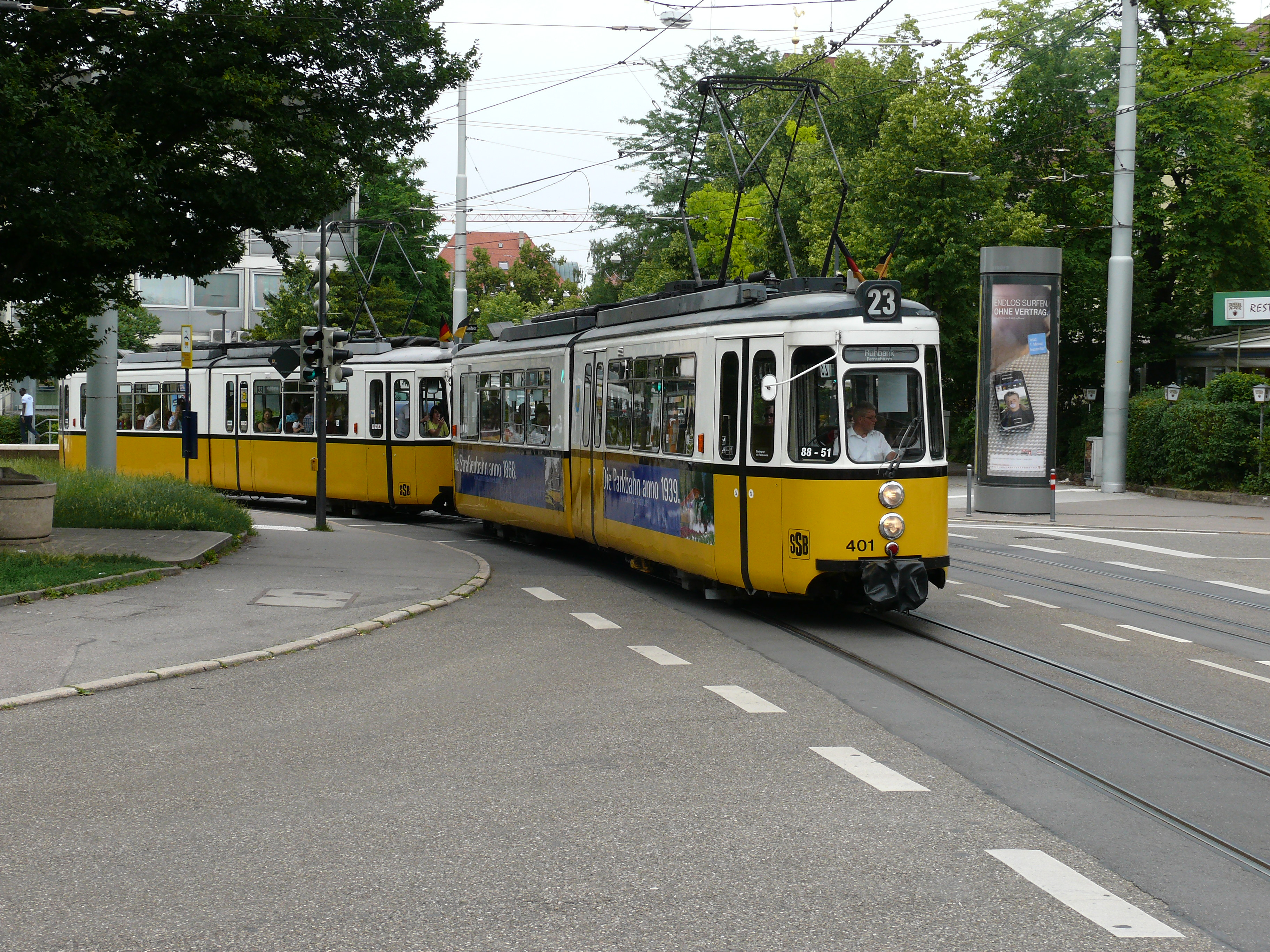
動態保存運転を行うGT4形（2012年撮影）
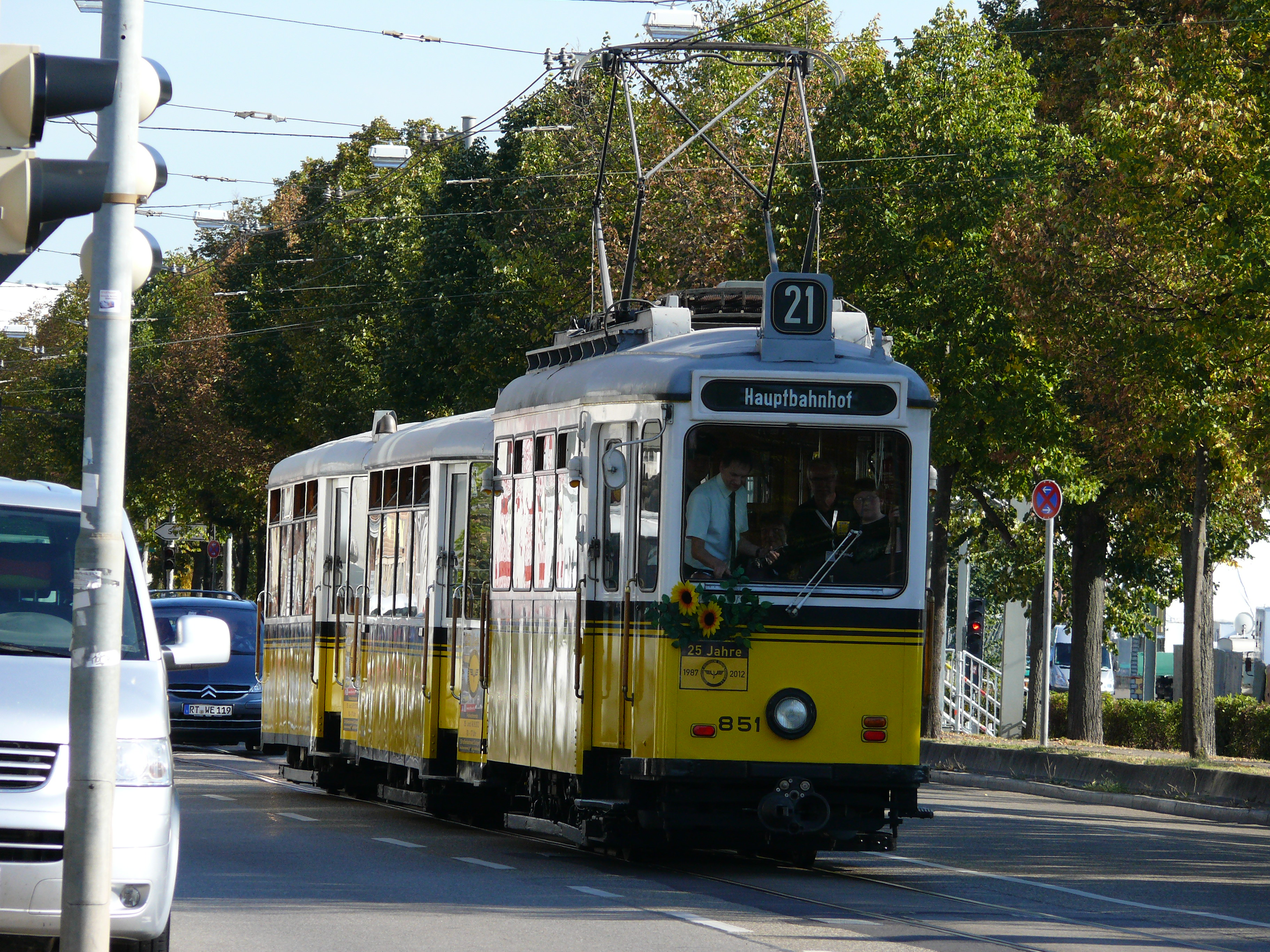
動態保存運転を行う2軸車（2012年撮影）
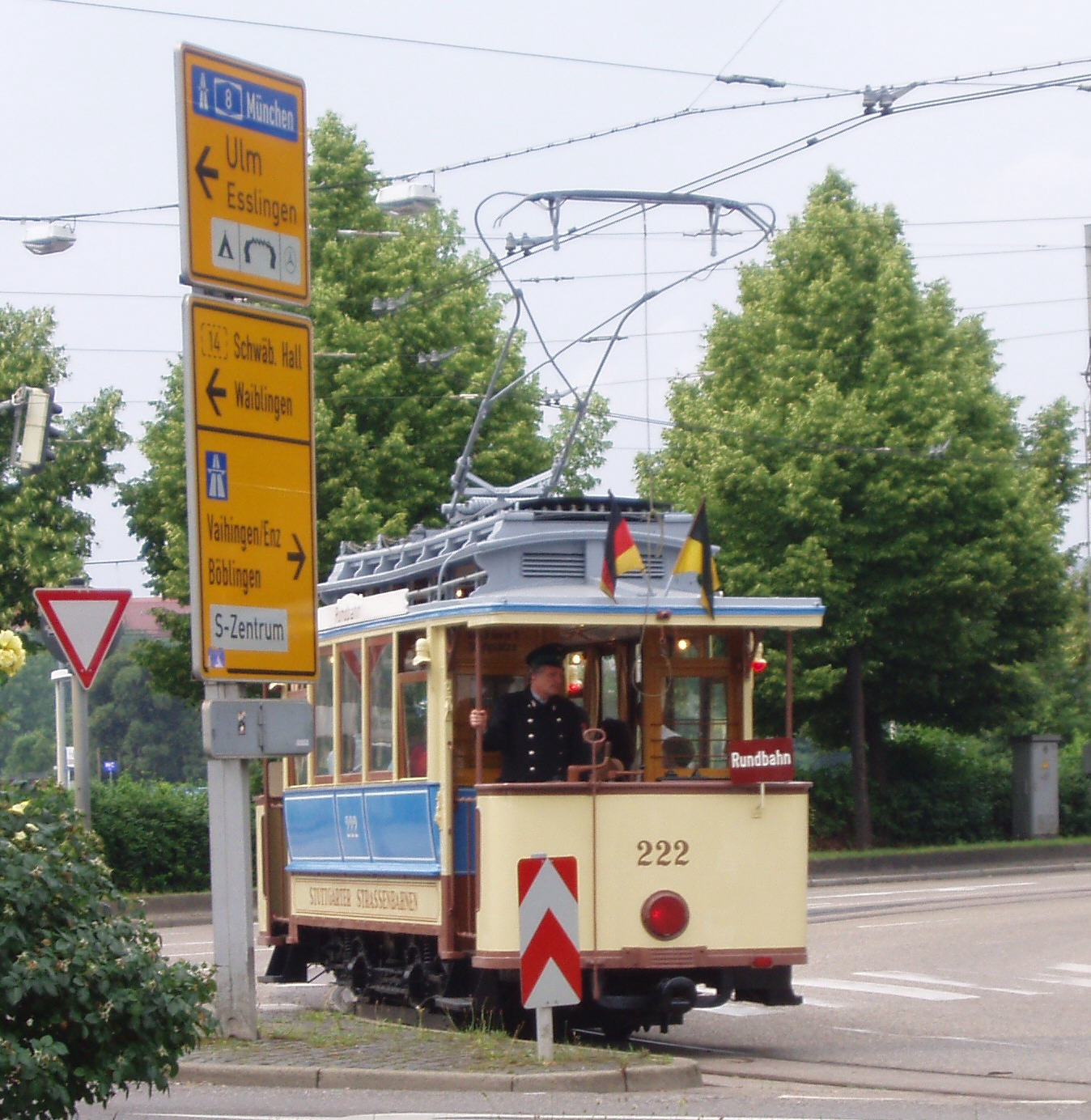
オープンデッキの旧型電車（2009年撮影）

### その他

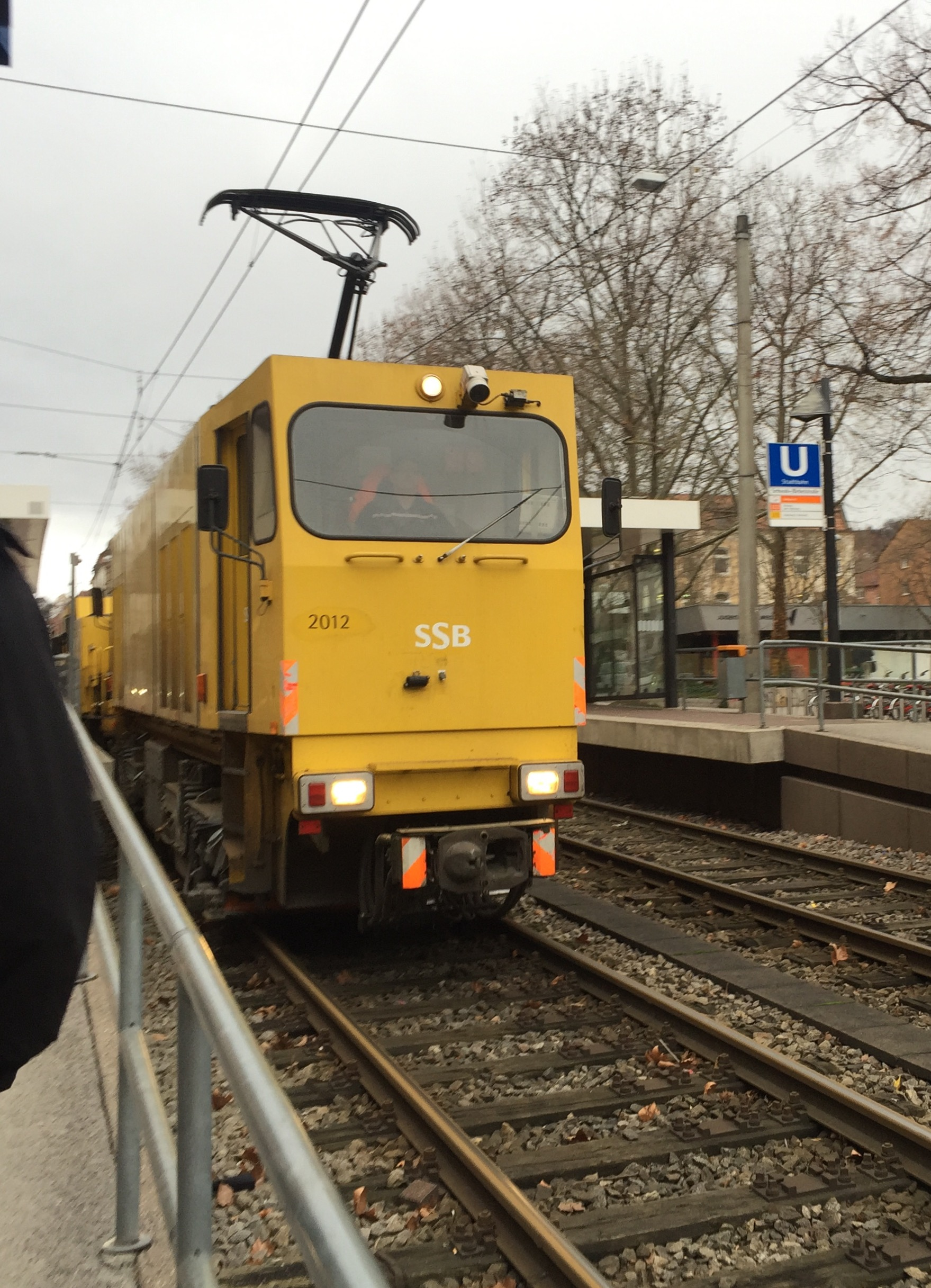
事業用車両（2016年撮影）
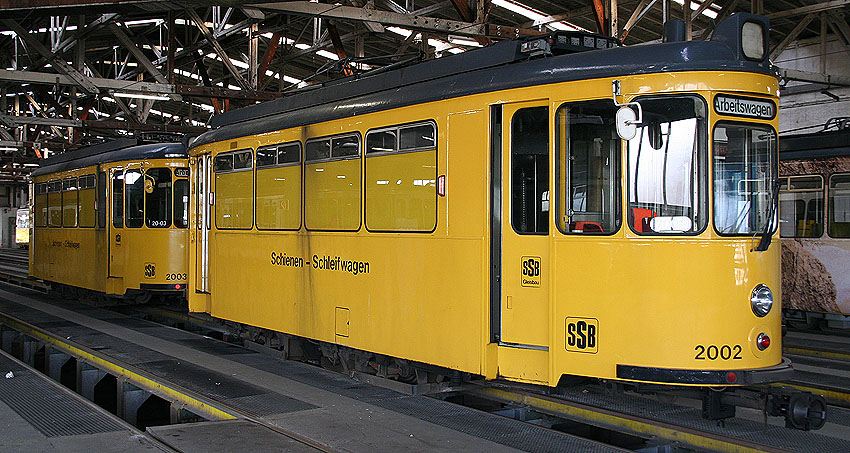
事業用車両に改造された2軸車（2008年撮影）

## 今後の予定

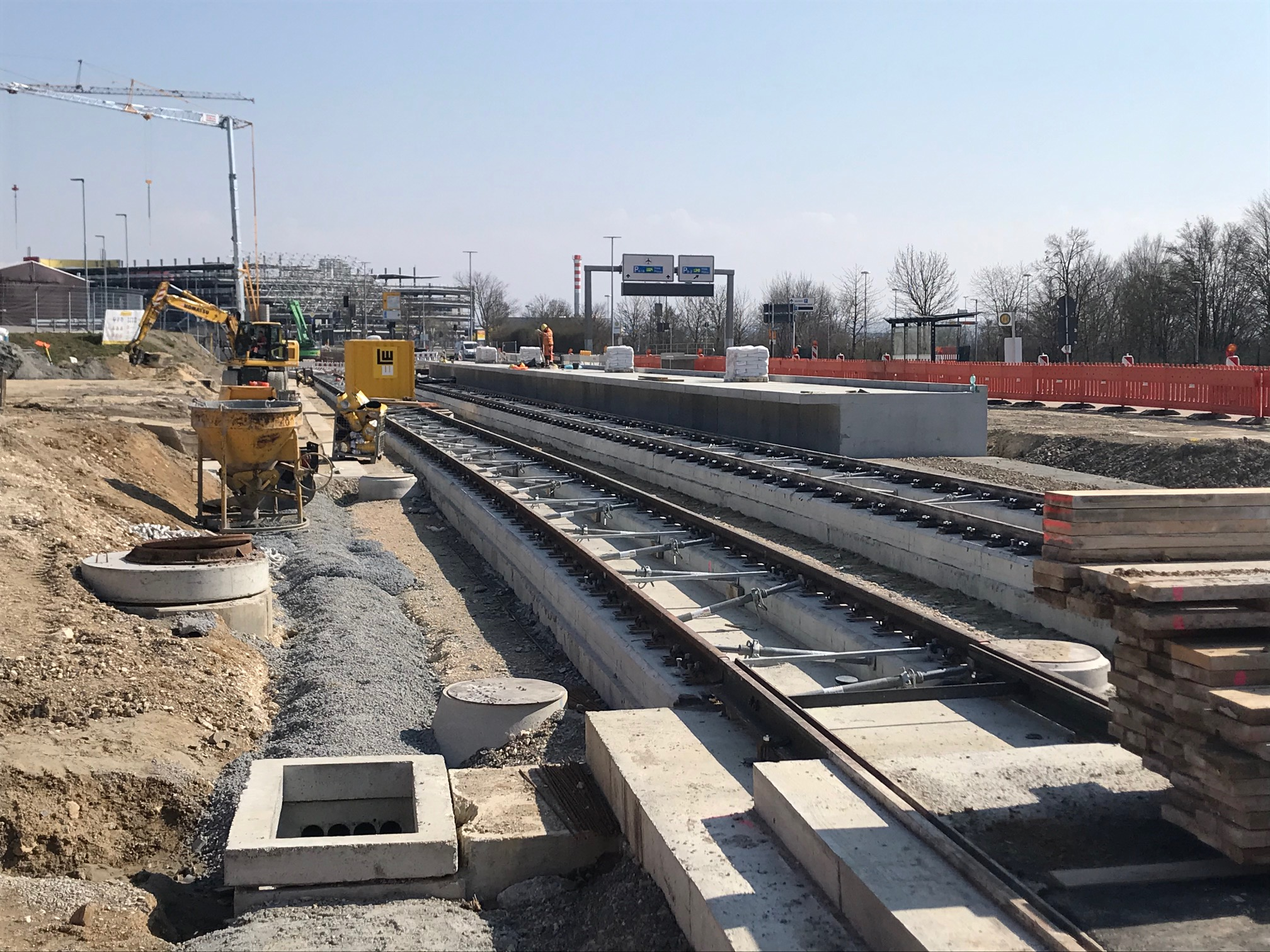
建設中の路線（2020年撮影）

シュトゥットガルト路面電車には、今後の利便性向上や輸送力の確保など目的にシュタットバーンの延伸を始めとする多数の将来計画が存在し、一部は2020年の時点で既に着工されている。以下、その代表的な事例を紹介する。

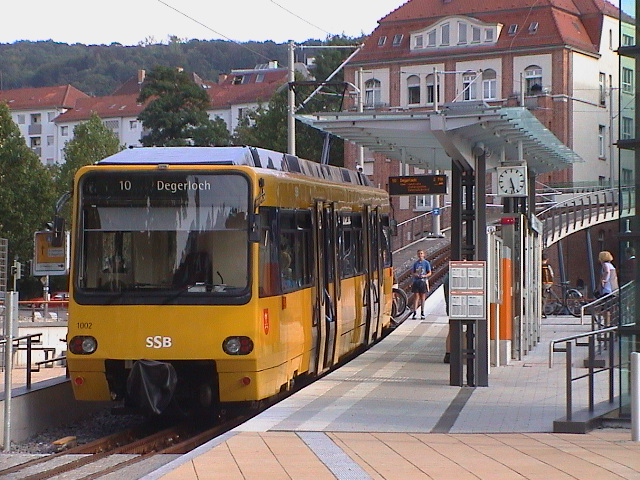
U5号線の延伸 - 2024年10月にラインフェルデン中央駅（Leinfelden Bahnhof）からノイアーマルクト（Neuer Markt）へ向かう延伸が実施されたU5号線について、早ければ2029年にエヒターディンゲン（Echterdingen）中心部へ更に延伸を行う計画が存在する。同地区への路面電車は1990年のシュタットバーン化によって廃止された経緯を有しており、事実上の復活となる[23][37]。
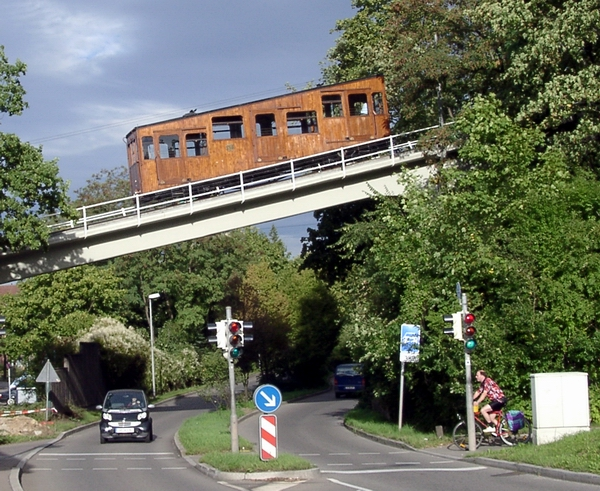
道路トンネル工事に伴う駅の移設 - シュトゥットガルトを経由するドイツ連邦道のB10号線（ドイツ語版）では、混雑解消を目的にしたトンネルの整備が進められており、その中でローゼンスタイントンネル（Rosensteintunnel）の建設にあたり支障となるウィルヘイマ駅（Wilhelma）やローゼンスタイン公園駅（Rosensteinpark）の移設が予定されている[38]。
- "シュトゥットガルト21"に伴う整備 - シュトゥットガルトではターミナル駅であるシュトゥットガルト中央駅（ドイツ語版）の建て替えを中心とした大規模プロジェクト「シュトゥットガルト21」が進められており、これに伴いシュタットバーンのステートギャラリー駅（Staatsgalerie）も移設が行われ、接続するトンネルの建設も含め2017年から新駅の営業が開始された。これにより一時的に接続が断たれたステートギャラリー駅 - シュトゥットガルト中央駅（Hauptbahnhof）間の線路の再整備が行われており、2023年以降両駅を結ぶ列車の運行が再開される事になっている[39]。
- 車両の増備、車庫の増設 - 一連の延伸計画に加え、必要車両数の増加に対応するため、2018年にシュトゥットガルト路面電車会社はシュタッドラー・レールに新型車両となるDT8.15形20両分の発注を実施した。これらの車両は2021年から2023年にかけて導入が実施される予定である。また、これに伴い車庫の収容力が従来の3箇所では不足する事から、2023年以降新たな車庫の建設も行われる[20][5]。